# Игралище
Игра̀лище е село в Югозападна България, община Струмяни, област Благоевград. По Берлинския договор от 1878 г. селото остава в Османската империя. В България то е според Букурещкия мирен договор от 1913 г. До 1956 г. името на селото е Игралища.

## Население

### Етнически състав
Преброяване на населението през 2011 г.
Численост и дял на етническите групи според преброяването на населението през 2011 г.:
|                     | Численост |
| Общо                | 298       |
| Българи             | 286       |
| Турци               | -         |
| Цигани              | -         |
| Други               | 3         |
| Не се самоопределят | -         |
| Неотговорили        | 9         |

## География
Село Игралище се намира на около 50 km южно от областния център Благоевград, около 11 km юг-югозападно от общинския център Струмяни и около 12 km западно от град Сандански. Разположено е в югоизточните разклонения на Малешевска планина, южно от плитката долина в началото на десен приток на Седелска река, която е десен приток на река Струма. Надморската височина в северната част на селото при сградата на кметството е около 894 m, в центъра при църквата „Успение Богородично“ – около 890 m, нараства към високата западна част до около 950 – 960 m, а на изток намалява до около 850 – 860 m.
В миналото мястото е избрано заради наличието на много извори на вода – около 10 – 15.
Климатът е преходносредиземноморски с планинско влияние, почвите в землището са преобладаващо излужени канелени горски.
Природните богатства – дъбови и букови гори, иглолистни – залесени в началото на 1946 г., дотогава е нямало нито едно борово дърво. Тук се намира и резерватът „Соколата“, който разполага с вековни дъбови и букови гори, както и с новозалесени борови и кестенови. В миналото се е добивал много строителен материал, греди за къщите в селото и за обществените постройки. В землището има и подземни богатства – уранова руда, разработена и използвана през 1980-те години. Виреят почти всички видове овощни дървета: череши, ябълки, сливи, круши и други с отлични вкусови качества. До 1942 г. всяко семейство има лозе с памид и керацуда в местността „Лозята“, но лозята са поразени от филоксерата.
Общинският път през Игралище води на изток през село Палат до село Вълково и връзка в него с третокласния републикански път III-1082, а на запад води към село Никудин.
Землището на село Игралище граничи със землищата на: село Махалата на запад и север; село Палат на изток; село Кръстилци на югоизток; село Яково на юг; село Драгуш на югозапад; село Крънджилица на югозапад.
Населението на село Игралище, наброявало 818 души при преброяването към 1934 г. и 1019 към 1956 г., намалява до 192 (по текущата демографска статистика за населението) към 2020 г.
При преброяването на населението към 1 февруари 2011 г., от обща численост 298 лица, за 286 лица е посочена принадлежност към „българска“ етническа група.

## История
Село Игралище е старо селище – в турските регистри се споменава в 1611 – 1617, 1650 – 1660 година. В том I от съчиненията на Васил Кънчов, който е бил училищен инспектор в Серския санджак по време на османската власт около 1890 г., като пътешественик е описал всички населени места в Македония, като за с. Игралище е отбелязал, че имало 140 къщи.
За установяването на селото има две версии – едната е, че е създадено от славянските племена струмици и стримонци, когато са дошли по течението на река Струма през VI век и са открили в Малишевската планина подходящи условия за развитие на скотовъдство. През 1950 г. от Георги Божинов бяха намерени 50 монети в местността „Шумнатица“ от времето на Иван Асен, което означава, че селището е съществувало по това време. Другата версия е, че селището се е установило по времето на османската власт, когато турците са дошли по течението на река Струма, около 1400 година и нашите предци са отишли на по-безопасно място в Малишевска планина. Тази версия важи за всички села, разположени по планината. Според легендата името на село Игралище е произлязло така – всяко семейство е имало колиба по синора на селото, където са живеели, но всички са имали къщи в района на селото. В събота и неделя са идвали в селото и са правели събори, след което пак са се прибирали по колибите до другата неделя – и така хайде да отидем да играем. Мястото на съборите се е премествало много пъти. Като първо място се предава, че е било при Котрулската черница, после при Бураджийската къща, след построяването на черквата пред двора на черквата, след построяването на училището – пред училищния двор на старото училище, а днес пред Кметството. И така от мястото на увеселението е произлязло и името на село Игралище – да отидем да се наиграем.
В „Етнография на вилаетите Адрианопол, Монастир и Салоника“, издадена в Константинопол в 1878 година и отразяваща статистиката на населението от 1873 година, Игралища (Igralischta) е посочено като село с 87 домакинства и 260 жители българи.
Борбата против османската власт от нашите деди се е водила дълги години от известните наши представители – комити – Никола Котрулев, Андон Златков от село Палат, поп Димитър Пандилски и др. Най-важното в борбата против владичеството е участието на игралищенци в Кресненско – Разложкото въстание през 1878 г., против решението на великите сили на Берлинския конгрес, на който не се признава Санстефанска България. В нашето село се подписва петиция от старейшините на селата Игралище, Добри лъки и Гореме против Берлинския договор с искане да останем в пределите на майка България. Под ръководството на Димитър Попгеоргиев, роден в село Берово, 400 души въстаници се съсредоточават в село Игралище, Добри лъки и Гореме. Провежда се събрание в село Игралище от старейшините на селата на Малишевска планина „за управление на областта след въстанието“.
Както е известно през февруари 1879 г. въстанието е потушено, селата в Яката са превзети и опожарени. За потушаване на въстанието в Кършияка турците изпращат 800 свои аскери и баши бозук, предвождани от Хюсеин бей. Най-тежките боеве се водят по бреговете на река Лебница. След потушаването на въстанието борбата не спира.
През 1901 г. в селата по Кършияка започва подготовката за Илинденското въстание. По решения на Серския революционен комитет в село Цапарево е назначен за учител Христо Куслев, роден в гр. Кукуш. Той започва изграждането на комитети на ВМРО във всички села на територията на Малишевска планина. Около 1901 г. основава такъв комитет и в село Игралище, на който пръв войвода става Ангел Терзийски, а след него Иван Агата и др.
По време на османската власт най-силно е било влиянието на Андон Златков (Дончо) от село Палат. Като ръководител на ВМРО той много е настоявал за присъединяването към България. На един събор на „Свети дух“ в село Игралище пристига Яне Сандански. Той ръководи ВМРО в „Мелнишката кааза“. Дончо и Яне се срещат с местното ръководство в Шуманската къща. На тази среща Дончо се противопоставя на Яне с думите: „Яне, аз действам тук в Малешевско, ти тук си нямаш работа, ти си работи в Мелнишката кааза, оттатък река Струма“.
Дейността на ВМРО продължава и след освобождението от османска власт през октомври 1912 г. Ръководител на ВМРО е Иван Попов (Масин), роден в село Цапарево, на всички села в Малишевска планина. През 1933 г. той организира среща на местните войводи с Иван Михайлов (Ванче). Срещата се провежда в местността „Радков мост“. Била е много тържествена, от всички села са пристигали с печени агнета, за да посрещнат Иван Михайлов.
При избухването на Балканската война през 1912 година трима души от селото са доброволци в Македоно-одринското опълчение.
| Учители и ученици в прогимназията през учебната 1926-1927 година | Учители и ученици в прогимназията през учебната 1926-1927 година | Учители и ученици в прогимназията през учебната 1926-1927 година | Учители и ученици в прогимназията през учебната 1926-1927 година | Учители и ученици в прогимназията през учебната 1926-1927 година | Учители и ученици в прогимназията през учебната 1926-1927 година | Учители и ученици в прогимназията през учебната 1926-1927 година | Учители и ученици в прогимназията през учебната 1926-1927 година | Учители и ученици в прогимназията през учебната 1926-1927 година | Учители и ученици в прогимназията през учебната 1926-1927 година |
| Класове                                                          | Ученици                                                          | Ученици                                                          | Ученици                                                          | Учители                                                          | Учители                                                          | Учители                                                          | Учителки                                                         | Учителки                                                         | Учителки                                                         |
| Класове                                                          | момчета                                                          | момичета                                                         | общо                                                             | редовни                                                          | волнонаемни                                                      | общо                                                             | редовни                                                          | волнонаемни                                                      | общо                                                             |
| ---------------------------------------------------------------- | ---------------------------------------------------------------- | ---------------------------------------------------------------- | ---------------------------------------------------------------- | ---------------------------------------------------------------- | ---------------------------------------------------------------- | ---------------------------------------------------------------- | ---------------------------------------------------------------- | ---------------------------------------------------------------- | ---------------------------------------------------------------- |
| първи                                                            | 22                                                               | 1                                                                | 23                                                               | 0                                                                | 3                                                                | 3                                                                | 0                                                                | 1                                                                | 1                                                                |
| втори                                                            | 13                                                               | 0                                                                | 13                                                               | 0                                                                | 3                                                                | 3                                                                | 0                                                                | 1                                                                | 1                                                                |
| трети                                                            | 9                                                                | 0                                                                | 9                                                                | 0                                                                | 3                                                                | 3                                                                | 0                                                                | 1                                                                | 1                                                                |

## Административно управление
Село Игралище по време на османската власт е било към Петричката кааза. Селото е било рая, а съседните села са били турски чифлици, т.е. владения на отделен турчин. По време на османската власт в нашето село е имало турска казарма, в местността „Кръшлата“. Преди построяването на казармата турските войници са живеели в Дамянската къща на Стою Дамянов и в Лукарската къща.
След освобождението около 15 октомври 1912 г. от 50-и полк на десния отряд на Седма Рилска Дивизия, командвана от ген. Георги Тодоров, с пристигането на воините в селото, селяните ги посрещат на Люлката. Воините свалят фесовете от главите на млади и стари, като им казват „Край на феса“ и набучили фесовете на щиковете на пушките си. Четата на Андон Златков от село Палат, с четници от Игралище и съседни села подпомагат воините от 50-и полк при освобождението на село Игралище и останалите села. Слад освобождението, нашето село става общински център към Петричка околия. В състава на общината влизат селата Иваново, Крънджилица, Никудин, Добри лаки, Г. Рибница, Махалата, село Клепало и Колибите.
През 1951 г. Игралище минава към Санданска околия, през 1959 г. минава на община към село Струмяни, а от 1968 г. отново става общински център на селата Никудин, Махалата, Велющец и Колибите. От 1973 г. пак минава към община село Струмяни.
Няколко думи от кои фамилии са общинските кметове и кметски наместници в село Игралище от 1913 г. до 2002 г.:
Пръв общински кмет е бил Иван Котрулев, следван от Иван Цирков, Кръскьо Дамянов, Тодор Терзийски, Георги Георгиев, Иван Агата*, Никола Богданов, Златко Тасев от село Хърсово, завършил образованието си в Цариград – Турция, Кирил Смилянов от село Яково, Вангел Алексиев, Любин Георгов – общински кметове в село Никудин.
Когато селото не е било общински център кметски наместници са били: Андон Ковачев, Лазар Тодоров, Петър Бучкаров, Васил Бураджията, Георги Златков, Кирил Дончев, Иван Котрулев, Андон Щуманов, Благой Бучкаров, Борис Станов.
Общински кметове след 1968 г. са: Илия Дончев от с. Никудин, Христо Търнев от село Дрен – Радомирско и Васил Якимов от с. Игралище, който е бил кмет до 1974 г. Тогава отново сме на общински център към село Струмяни с кметове Светла Богданова – първата жена кмет от с. Игралище, следвана от Валери Димитров и сега през 2001 г. Иван Стоев (Комаров). Секретар бирници към община с. Игралище: Илия Попниколов от с. Гега, Серафим Бакалов от с. Баскалци, Георги Арнаудов от гр. Петрич и като финансови са работили Борис Станоев, Асен Мирков и Стоян от Махалата.

## Култура и образование
Културата, както в село Игралище, така и в останалите настъпва бавно поради откъснатостта от големите околийски центрове. Независимо от това я имаше според местните условия. Хора се играеха всяка неделя, на Коледа, на Иванов и Йорданов ден, на Лазарица. Събори с гости от другите села се правеха на Гергьов ден, Свети Дух и Богородица. В селото бяха установени три събора, а в останалите села по един на година. В неделите и на другите събори за свирене се използваха: сворчета, гайди, кларинети, тъпани кеменета и тамбури. През 1931 г. ВМРО закупува комплект музикални инструменти. За да играят хора се изпълняваха и хороводни народни песни. За сватби и събори се привличаха да свирят срещу заплащане цигани с две зурни и един тъпан. Като свирачи на народните инструменти се помнят – Васил Чаев, М. Котрульо, Димитър Котрульо на кларинети и тъпан. Много години на кларинети свириха Христо Алесов и Иван Стипцаро, А Костадин Тенков на тъпана, а също и Стоян и Георги Нушеви на гайда. Известен майстор на кемене беше Георги Савчов (Пампо). Голям майстор и изпълнител на акордеон на народни песни и хора бе Георги Попето.
Читалището е основано през 1952 г. От архивите, които са запазени в него, не може да се намери нищо за учредителите. Намират се само фактури за сметки за разходи за телефон, пощенски услуги, абонаменти, командировъчни и други. Името на читалището е „Димитър Благоев“. Смята се, че хората участвали в организации като БЗНС, ОФ, Младежката и др. са вършели и дейността в читалището. Фактически читалището е развивало дейност от 1968 г. с читалищен секретар – библиотекар Кирил Апостолов. Той работи до 15 август 1971 г. оттогава до днес като секретар – библиотекар работи Верка Станоева. Също като секретари са работили Йорданка Вангелова Георгиева и Виолета Иванова Ризова. Читалището разполага с библиотека от 7200 тома литература и киносалон със 130 места. Към читалището работи постоянно действащ колектив за художествена самодейност. С парична помощ от Горско стопанство, село Цапарево, са направени и костюми за самодейците. Голяма гордост за читалището са самодейците с техните изяви. Няма събор „Пирин пее“, на който те не са участвали. Имат и получени медали – Златни медали от Копривщица, участие и Бронзов медал от Шестия Републикански фестивал на художествената самодейност, Грамота и второ място в прегледа на художествената самодейност посветен на 80 години от Организираното профсъюзно движение на работниците от Горското стопанство, Грамота за участие във фолклорния празник „Струма пее“ с. Невестино, Кюстендилско (1988 – 1989 г.). Със своята дейност читалището е участвало на събори в общината, както и в културния и политически живот на селото. На сцената на читалището са гостували и много групи от Благоевград, Микрево, Огражден, Петрич, София и др.
През 1896 г. в селото е възникнала нуждата от образование. Открива се училище във Фрековската къща с учител Георги Стойков от с. Горна Рибница. След Френковската къща децата са учили в Бураджийската, в стаята до черквата, а след това в новопостроеното училище през 1912 г. До 1919 г. училището е било начално, през 1920 – 1921 г. се открива пълна прогимназия с пансион към нея. В прогимназията учат децата от селата Игралище, Кръстилци, Яково, Иваново, Крънджилица, Колибите, Махалата, Велющец, Микрево и Палат. До 1912 г. учителите са били на издръжката на този, на когото децата са ученици.

## Природни забележителности
- Резерват „Соколата“

## Редовни събития
Съборът на селото е на 15 август Голяма Богородица.

## Личности
Родени в Игралище
- Георги Игралишки, български революционер, подвойвода на Мита Агликин[12]
- Георги Станоев, доброволец в четата на Иван Атанасов – Инджето през Сръбско-българската война в 1885 година[13]
- Димитър Костадинов, деец на ВМОК[14]
- Иван Димитров, деец на ВМОК[14]
- Никола Георгиев Кутруля, войвода на ВМОК
- Стою Митрев, деец на ВМОК[14]

Загинали във войните 1915 – 1918
- Вангел Богданов, Васил Лигов, Гавраил Панов, Георги Сугарето, Георги Лукарски, Григор Пандилски, Стоян Царски

Загинали във Втората световна война 1944 – 1945
- Борис Лукарски, Георги Велков, Илия Царски, Милуш Кьосовски, Любин Дзамбовски